# Tetraschistis
Tetraschistis är ett släkte av fjärilar. Tetraschistis ingår i familjen mott.
Kladogram enligt Catalogue of Life:
| Tetraschistis | \| \| Tetraschistis aerogramma \| \| \| \| \| \| Tetraschistis decadens \| \| \| \| \| \| Tetraschistis dentilinealis \| \| \| \| \| \| Tetraschistis paula \| \| \| \| \| \| Tetraschistis tinctalis \| \| \| \| |
|               | \| \| Tetraschistis aerogramma \| \| \| \| \| \| Tetraschistis decadens \| \| \| \| \| \| Tetraschistis dentilinealis \| \| \| \| \| \| Tetraschistis paula \| \| \| \| \| \| Tetraschistis tinctalis \| \| \| \| |
|               | Tetraschistis aerogramma |
|               | |
|               | Tetraschistis decadens |
|               | |
|               | Tetraschistis dentilinealis |
|               | |
|               | Tetraschistis paula |
|               | |
|               | Tetraschistis tinctalis |
|               | |